# Кассінурме
Ка́ссінурме (ест. Kassinurme küla) — село в Естонії, у волості Йиґева повіту Йиґевамаа.

## Населення
Чисельність населення на 31 грудня 2011 року становила 127 осіб.